# Тонганско-японские отношения
Японско-тонганские отношения — двусторонние дипломатические отношения между Тонгой и Японией.
Япония и Тонга поддерживают официальные дипломатические отношения с июля 1970 года. Япония является ведущим донором Тонги в области технической помощи. Японское правительство описывает свои отношения с Тонгой как «отличные» и заявляет, что «Императорская семья Японии и Королевская семья Тонга разработали теплые и личные отношения на протяжении многих лет». Япония является одной из четырёх стран, имеющих посольство в Нукуалофе, в то время как Тонга имеет посольство в Токио.
В начале 2009 года Япония стала четвёртой страной, открывшей посольство в Тонге (после Австралии, Новой Зеландии и Китайской Народной Республики). В марте посол Ясуо Такасэ стал первым постоянным послом Японии в Тонге. Он также был первым постоянным японским послом в любой полинезийской стране.
Открытие посольства произошло в контексте увеличения японской помощи развитию в Тихом океане.

## Государственные визиты
В мае 2009 года премьер-министр Тонга Фелети Севеле был приглашён императором Акихито в Японию для регионального обсуждения помощи.
Тауфа’ахау Тупоу IV (король Тонга с 1965 по 2006 год) посетил Японию семь раз.

## Торговля
В 2013 году экспорт Тонги в Японию (состоящий в основном из тыквы и тунца) стоил 146 миллионов иен, а импорт (в основном, машинное оборудование) — 460 миллионов иен. Япония является крупнейшим экспортным рынком Тонга.

## Дипломатические миссии
Япония послала только бюрократических дипломатов в качестве послов в Тонга. Однако, с другой стороны, один из послов Тонга — член королевской семьи, наследный принц Тупоу VI (2010—2012 годы).